# Alluaudomyia abonnenci
Alluaudomyia abonnenci är en tvåvingeart som beskrevs av Clastrier 1958. Alluaudomyia abonnenci ingår i släktet Alluaudomyia och familjen svidknott.
Artens utbredningsområde är Senegal. Inga underarter finns listade i Catalogue of Life.